# Cnemaspis andersonii
Espèce
Synonymes
- Gonatodes andersonii Annandale, 1905

Cnemaspis andersonii est une espèce de geckos de la famille des Gekkonidae.

## Répartition
Cette espèce est endémique des îles Andaman en Inde.

## Publication originale
- Annandale, 1905 : Contributions to Oriental herpetology l. The lizards of the Andamans, with the description of a new gecko and a note on the reproduced tail in Ptychozoon homalocephalum.  Journal of the Asiatic Society of Bengal, vol. 73 suppl., p. 12-22 (texte intégral).